# Megalomys luciae
Megalomys luciae (Мегаломіс сентлюсійський) — вид гризунів з родини Хом'якові (Cricetidae).

## Проживання
Цей вид був відомий з о. Сент-Люсія.

## Загрози та охорона
Швидше за все вимер через введення мангуста.
| Панда | Це незавершена стаття з теріології. Ви можете допомогти проєкту, виправивши або дописавши її. |